# Corematosetia minuta
Corematosetia minuta is een vlinder uit de familie wespvlinders (Sesiidae), onderfamilie Tinthiinae.
Corematosetia minuta is voor het eerst wetenschappelijk beschreven door Kallies & Arita in 2006. De soort komt voor in het Oriëntaals gebied.